# Тарарыченкова, Алина Эдуардовна
Алина Эдуардовна Тарарыченкова (род. 29 марта 2000, Орёл) — российская скелетонистка, участница зимних Олимпийских Игр 2022 года.

## Биография
Родилась 29 марта 2000 года в городе Орле. Скелетоном занимается с 2014 года. В детстве посещала секцию бальных танцев. В 2014 году победила на отборочных соревнованиях в сборную по скелетону и бобслею, которые проходили в Орле.
В 2018 году Алина выполнила нормативы мастера спорта и мастера спорта международного класса.
Победитель Первенства России и Кубка России 2019 года. Бронзовый призёр Чемпионата России 2019 года. Серебряный призёр в общем зачете кубка Европы 2018/2019 года.
В сезоне 2019/2020 года стала третьей в общем зачете Кубка Европы. Победитель Юнорского чемпионата Европы в Альтенберге 2020 года. На чемпионате мира 2021 года в Альтенберге заняла итоговое 4-е место.
В сезоне 2021/2022 года на этапе Кубка мира в Альтенберге поднялась на подиум, став второй. Победитель Юниорского Чемпионата Европы до 23 лет в Иглсе.
В 2022 году стала участницей зимних Олимпийских игр в Пекине. По итогам четырёх спусков заняла 15-е место, уступив олимпийской чемпионки Ханне Найзе 3,20 секунды.